# ویلهلم کارستنس
ویلهلم کارستنس (آلمانی: Wilhelm Carstens; ۲۹ ژانویهٔ ۱۸۶۹ – ۱۲ فوریهٔ ۱۹۴۱) قایقران روئینگ اهل آلمان بود.